# Joe Darensbourg
Joseph Wilmer dit Joe Darensbourg, né le 9 juillet 1906 à Baton Rouge et mort le 24 mai 1985 à Van Nuys, est un musicien américain, clarinettiste et saxophoniste de jazz Nouvelle-Orleans. Il est connu pour avoir joué avec Buddy Petit, Papa Celestin et Paul Barbarin à ses débuts, Jelly Roll Morton, Charlie Creath, Fate Marable, Andy Kirk, Johnny Wittwer, Kid Ory (dont il était le plus jeune musicien au sein du Kid Ory Creole Jazz Band), Wingy Manone, Joe Liggins et Louis Armstrong.